# 横田りか
横田 りか（よこた りか、1992年〈平成4年〉11月18日 - ）は、日本のタレント、レースクイーン、グラビアモデル。東京都出身。「りーのん」の愛称で知られる。

## 来歴
13歳の時にプラチナムプロダクション（以下、プラチナムと略す）にスカウトされたが、当時は中学生だったことに加え、人見知りが激しかったことから即芸能活動開始には至らなかった。
2014年「ワッチミーナ」第3期候補生にエントリーされるも、最終結果で10位に終わる。
2015年、SUPER GT「DIXCEL GIRLS」に就任しレースクイーンデビュー。同年からは平塚競輪のイメージガールに当たる「平塚競輪バンクエンジェル」を2年間務めていた。
2017年、同じ事務所の村上麻莉奈と共に、アップガレージ「ドリフトエンジェルス」として活動。プラチナム所属者としては2014年の和泉テルミ以来、3年ぶりのドリエン起用となった。翌2018年も引き続きドリエンメンバーとして、副キャプテンを担当した。
2019年は「D'stationフレッシュエンジェルズ」として、プラチナム所属者としては初となるスーパー耐久の公式イメージガールを担当。2023年時点でも、歴代のS耐イメージガールとしては唯一のプラチナム所属者である。
2020年はプラチナムを退所した蒼怜奈に代わり、「Keihin Blue Beauty」としてSUPER GT500クラスのレースクイーンを担当。2021年1月1日付でKeihinが日立グループの企業と吸収合併し「日立Astemo」に社名変更された為、12年続いたKeihin Blue Beautyはこの年が最後となったが、2021年3月14日、新会社のレースクイーンとなる「Astemo Muse」（アステモ・ミューズ）に選ばれたことを発表。2022年も「Astemo muse」としてREAL RACINGに携わったが、30歳の誕生日を目前にした同年11月13日、自身のSNSでプラチナムを退所したことを明かした。
2023年はフリーランスの立場でAstemoのレースクイーンを継続したが、同年度をもって通算4年間にわたるREAL RACINGのRQを卒業すると共に、RQ業からも引退した。

## 人物
- 趣味はゲーム、散歩、サイクリング、お菓子作り[動画 2]。またお笑い好きで、『石橋貴明のたいむとんねる』に出演した際、「蝶のように舞、蜂のように刺す」とアピールしていた[19]。
- 特技はバスケットボールで、全てのポジションが出来るオールラウンダーだった[動画 2][20]。
- 一人っ子である[動画 2]。
- 大学中退後は居酒屋でアルバイトをしていた[動画 2]。
- かつてプラチナムに所属していた横川ユカ[注 2]と仲が良かった[22]。
- 先述のKeihinやAstemoで共働した英美里とは17歳の頃からの親友で[13]、英美里が2017年にSUPER GTのRQオーディションを受けた際、「弱気になるな、諦めるな。」と常に励ましていたという[23]。その英美里も2022年シーズンをもってKeihin→AstemoのRQを卒業し[24]、2023年は安倍有里子[注 3]が横田の相方となったが、英美里が務めた「Astemo Ambassador」（アステモ・アンバサダー）[15]の冠は付かなくなった[17]。

## レースクイーン歴
| 年                   | カテゴリー            | チーム名                                | 他メンバー                                                        |
| -------------------- | --------------------- | --------------------------------------- | ----------------------------------------------------------------- |
| 2015年               | SUPER GT              | DIXCEL GIRLS （GAINER11号車）           | 江口まどか                                                        |
| 2017年               | SUPER GT              | アップガレージ 「ドリフトエンジェルス」 | 安田七奈、村上麻莉奈、神尾美月                                    |
| 2018年               | SUPER GT              | アップガレージ 「ドリフトエンジェルス」 | 安田七奈、織田真実那、永原芽衣                                    |
| 2019年               | SUPER GT スーパー耐久 | D'stationフレッシュエンジェルズ         | 林紗久羅、太田麻美、一瀬優美、宮本りお                            |
| 2020年               | SUPER GT              | Keihin Blue Beauty                      | 英美里 （Keihin Blue Navigator）                                  |
| 2021年 2022年 2023年 | SUPER GT              | 日立Astemo「Astemo Muse」               | 英美里（Astemo Ambassador） 楠瀬るり(2022年〜) 安倍有里子(2023年) |

## 出演

### TV
- ボディメイクマジック（2015年1月24日、テレビ東京）
- 山里と100人の美女〜Xmasの女子会！大告白SP〜（2015年12月25日、TBS）
- 石橋貴明のたいむとんねる「千鳥と珍対決! 水着だらけのボウリング大会」（2019年7月15日、フジテレビ）[19]
- オールスター後夜祭2021秋（2021年10月10日未明、TBS） - アシスタント（櫻田愛実と共演[25]）

### WEB
- WALLOP学園プラチナム高等部（2015年 - 2016年、WALLOP）
- STALKING VAMPIRE 2

### イベント
- 東京オートサロン2015「DIXCELブース」[20]
- ニコニコ超会議2017「SANYOブース」[26]
- 東京ゲームショウ2018「カプコンブース」[27]
- 東京オートサロン2023「AME（共豊コーポレーション）ブース」（星沢しおりと共演）[28]
- 東京ゲームショウ2023「コーエーテクモゲームスブース」[29]
- メイプルストーリー20周年イベント「Super Maple Party」公式コスプレイヤー（2023年12月3日、ベルサール渋谷ガーデン）[30][31]

### イメージガール等
- 修斗ラウンドガール（2016年）[32]
- 平塚競輪バンクエンジェル（2015年 - 2017年）[注 4]
- FODVRアイドル水泳大会
- アプリ「天空のクラフトフリート」クラガル2期生